# Johann Ciesciutti
Johann Ciesciutti (* 7. Dezember 1906 in Reßnig bei Ferlach; † 9. August 1997 in Ferlach) war ein österreichischer Bauarbeiter, Schriftsteller und Lyriker mit slowenischer Muttersprache.

## Leben
Johann Ciesciutti war der erste Sohn des Hafnermeisters Johann Ciesciutti und dessen Frau Pauline. Seine Eltern wanderten 1912 in die USA aus, die Kinder folgten ihnen 1914 nach. In Chicago traf Ciesciutti auf ein multikulturelles Umfeld und besuchte die Jesuitenschule St. Michael. Hierfür investierten seine Eltern trotz ihrer bescheidenen wirtschaftlichen Situation – sein Vater arbeitete als Hafner und verrichtete weitere Hilfsarbeiten, seine Mutter arbeitete zusätzlich als Wäscherin – monatlich einen halben US-Dollar Schulgeld. Durch die Arbeit seiner Mutter ergab sich ein Kontakt zu einer wohlhabenderen jüdischen Familie, deren Bibliothek Johann nutzen durfte und mit deren Sohn er später gemeinsam studieren sollte. Die Familie Ciesciutti kehrte jedoch Anfang der 1920er Jahre nach Kärnten zurück. Mit einem Teil der in Amerika erworbenen Ersparnisse kauften sie ein kleinbäuerliches Anwesen in Aich bei Köttmannsdorf, dessen Bewirtschaftung zur Abdeckung des Lebensunterhaltes aber nicht ausreichte, sodass sie zusätzlich arbeiten mussten. Die restlichen Ersparnisse fielen der Inflation zum Opfer. 
Der slowenisch- und englischsprachige Johann Ciesciutti besuchte eine Volksschule in Viktring, dabei bereitete ihm die Eingewöhnung, insbesondere die Umstellung zur deutschen Sprache, Schwierigkeiten und er fand wenig Anschluss an seine Mitschüler. Zum Lebensunterhalt der Familie trug er durch das Arbeiten u. a. in einem Sägewerk, als Holzknecht, als Hilfsarbeiter und als Bauarbeiter bei. Da er aufgrund der wirtschaftlich bescheidenen Situation der Familie seine schulische Ausbildung nicht fortsetzen konnte, eignete er sich weitere Bildung autodidaktisch an. Ab 1924 hatte er die Möglichkeit, regelmäßig die von der Arbeiterkammer in Klagenfurt eingerichtete Bibliothek zu besuchen. Insbesondere beschäftigte er sich mit Philosophie und Literatur.
Im Zweiten Weltkrieg erhielt er 1941 seine Einberufung als Soldat der Wehrmacht und wurde an der Ostfront eingesetzt. Nachdem er 1942 verwundet wurde, diente er 1943 als Dolmetscher im Kriegsgefangenenlager STALAG XVIII A bei Wolfsberg (Kärnten) und wurde 1945 nochmals als Frontsoldat eingesetzt. Dabei wurde er mehrmals schwer verwundet und schließlich als amerikanischer Kriegsgefangener in Marseille interniert. In dieser Zeit machte er die Bekanntschaft des Dichters Walter Sachs, der ihm Impulse für die technische Verfeinerung seiner Gedichte vermittelte. Seine Erlebnisse während des Krieges hielt er in einem Kriegstagebuch fest.
Nach Kriegsende arbeitete Ciesciutti im Büro der Klagenfurter Baufirma Koschat, die ihm allerdings 1951 kündigte, um einen Abfertigungsanspruch zu umgehen. Anschließend war er als Holzknecht und ab 1956 bis zum Eintritt in den Ruhestand 1971 als Straßenarbeiter in einem Bauunternehmen tätig.
Als Pensionist lebte Ciesciutti in Aich und widmete sich bis zum Ende seines Lebens seinem schriftstellerischen Werk. 1984 wurde ihm der Berufstitel „Professor“ verliehen. Nach einer schweren Erkrankung übersiedelte er wegen seines angegriffenen gesundheitlichen Allgemeinzustands auf eigenen Wunsch in das Bezirks-Altenwohn in Ferlach, wo sich seine Konstitution wieder stabilisierte.
Johann Ciesciutti war verheiratet mit Theresia geb. Wigotschnig (1909–2001) und hatte einen Sohn.

## Werk
Ciesciutti schuf zahlreiche Gedichte, Essays und Aphorismen. In einem großen Teil seines Werkes reflektierte er gesellschaftskritisch die Lebenssituation und die Befindlichkeiten von hart arbeitenden Menschen. Seine Entwicklung als Schriftsteller sowie das Vorhaben, Verlage für seine Werke zu finden, gestaltete sich zunächst schwierig. Erst in den 1960er Jahren fanden seine Werke Beachtung in der Kärntner Literaturszene; er wurde dabei hauptsächlich als „Arbeiterdichter“ wahrgenommen. Anerkennung als Schriftsteller und Lyriker fand er erst im höheren Alter. Zu seinen Förderern zählten unter anderem Wilhelm Rudnigger, Ida Weiss und Georg Bucher. Seine Lyrik wurde durch Rundfunksendungen sowie die Sammlung „Die Folterung der Nachtigall“ (Klagenfurt 1965) bekannt. Er veröffentlichte mehrere Bücher, darunter Robinsonade – Variationen einer Flaschenpost, die am ehesten Einblicke in sein Leben und Schaffen vermittelt. 

## Auszeichnungen und Ehrungen
- 1984: Verleihung des Berufstitels „Professor“[1]
- 1991: Verleihung der Ehrenbürgerschaft der Stadtgemeinde Ferlach/Kärnten[1]
- 1993: Kultur-Preis (Würdigungspreis) des Landes Kärnten für Literatur[1]
- Gedenktafel in Reßnig[1]

## Publikationen (Auswahl)
- Die Folterung der Nachtigall. Gedichte. Carinthia, Klagenfurt 1965.
- Es blättert der Wind. Selbstgespräche in Versen. Carinthia, Klagenfurt 1976.
- Vielleicht, daß die Botschaft die Küste erreicht. Ernst Ploetz, Druck- und Verlagshaus, Wolfsberg 1979.
- Robinsonade. Variationen einer Flaschenpost. Hrsg.: Vinzenz Jobst, Röschnar, Klagenfurt 1986. ISBN 3-900735-00-X.
- Johannes Ciesciutti, Niemandsland (Holzschnitte: Dieter Hutmacher). Doppelfant-Presse. Bad Tainach 1989.
- Spruch der Nornen oder The turn of the key. In: Fidibus. Zeitschrift für Literatur und Literaturwissenschaft des Kärntner Bildungswerkes. Folge 2/1991, Jg. 19.
- Die Flöte aus grünendem Holz. Gedichte 1965–1992. Hrsg.: Josef Strutz, Alekto, Klagenfurt 1992.
- Inselgespräche. Gedichte – Aphorismen. Hrsg.: Josef Strutz, Carinthia, Klagenfurt 1996.